# Kniaziowa Kopa
Kniaziowa Kopa lub Kniaziowa (słow. Kňazová, 1804 m) – wierzchołek w południowo-wschodniej, opadającej do Doliny Cichej Liptowskiej grani Tomanowego Wierchu Polskiego w słowackich Tatrach Zachodnich. Na wierzchołku Kniaziowej grań ta rozdziela się na dwa ramiona; krótkie, opadające we wschodnim kierunku, i długą Kniaziową Grań, opadającą w południowym kierunku do Hlinika. Tak więc mająca trzy granie Kniaziowa wznosi się nad trzema dolinami i żlebami; jej północno-wschodnie stoki opadają do Doliny Jaworowej Liptowskiej, południowo-wschodnie do Doliny Cichej, a północno-zachodnie do Kniaziowego Żlebu. Zimą do wszystkich tych dolin schodzą z Kniaziowej Kopy lawiny.